# Florimond Rooms
Florimond Rooms (né en 1894 et mort à une date inconnue) est un haltérophile belge.

## Palmarès

### Jeux olympiques
- Anvers 1920
  -  Médaille de bronze en moins de 67,5 kg[1].